# Перемывки
Перемывки (укр. Перемивки) — село в Куликовской поселковой общине Львовского района Львовской области Украины.
Население по данным 2021 года составляло 213 человек. Занимает площадь 0,512 км². Почтовый индекс — 80356.